# Syedinenie (gmina)
Syedinenie (bułg. Община Съединение) – gmina w południowej Bułgarii, w obwodzie Płowdiw.

## Miejscowości
Miejscowości wchodzące w skład gminy Syedinenie:
- Carimir (bułg. Царимир),
- Ceretelewo (bułg. Церетелево),
- Dragomir (bułg. Драгомир),
- Golam czardak (bułg. Голям чардак),
- Luben (bułg. Любен),
- Małyk czardak (bułg. Малък чардак),
- Najden Gerowo (bułg. Найден Герово),
- Nedelewo (bułg. Неделево),
- Prawiszte (bułg. Правище),
- Syedinenie (bułg. Съединение) – siedziba gminy.